# Fem dikt av John Paulsen
Fem dikt av John Paulsen  opus 26 is een liederenbundel gecomponeerd door Edvard Grieg.
Het is een bundeling met teksten van de dichter John Paulsen, die zijn geboortestad deelt met Grieg. De gebruikte teksten staan bol van de (soms sentimentele) romantiek. Dat gaat in tegen andere teksten die Grieg in zijn liederen gebruikte en die waren geschreven in een realistische stijl (bijvoorbeeld Henrik Ibsen, etc.) Grieg die bij deze liederen opmerkte dat hij zich herboren voelde, zou zeventien teksten van Paulsen van muziek voorzien en verspreiden over drie bundels en het losse lied Fædrelandsang (EG151). Grieg en Paulsen kenden elkaar en gingen in zomer 1876 samen op reis naar de Bayreuther Festspiele om er verslag te doen van (een de) uitvoeringen van Der Ring des Nibelungen van Richard Wagner. Na terugkeer in Oslo begon Grieg aan deze vijf liedjes. 
De vijf liederen:
- Et håb (‘’Een hoop’’)
- Jeg reiste en deilig sommerkvææld (Ik wandelde op een zachte zomeravond)
- Den aergjerrige (Ambitieuze; Je fluisterde dat je van me hield; over ambitieuze vriendin die zich elders vestigt)
- Med en primula veris (De eerste sleutelbloem; wordt vaak als zelfstandig lied uitgevoerd)
- På skogstien (Herfstgedachten)